# Spoorlijn Essen-Karnap - Gelsenkirchen-Horst Nord
De spoorlijn Essen-Karnap - Gelsenkirchen-Horst Nord was een Duitse spoorlijn en was als spoorlijn 17 onder beheer van DB Netze.

## Geschiedenis
Het traject werd door de Cöln-Mindener Eisenbahn-Gesellschaft geopend op 1 juni 1885. In 1954 is de lijn gesloten. Vanaf 1989 heeft er weer vervoer plaatsgevonden tussen Karnap en de Ruhrglasfabriek. Thans is de lijn volledig gesloten.
De lijn is uitsluitend in gebruik geweest voor goederenvervoer.

## Aansluitingen
In de volgende plaatsen is of was er een aansluiting op de volgende spoorlijnen:
Essen-Karnap
DB 2206, spoorlijn tussen Wanne-Eickel en Duisburg-Ruhrort
Gelsenkirchen-Horst Nord
DB 2246, spoorlijn tussen de aansluiting Hugo en Oberhausen-Osterfeld Süd
lijn tussen Essen-Altenessen Rheinisch en Gelsenkirchen-Horst Nord